# I Liga Gallega de Fútbol Americano
La I Liga Gallega de Fútbol Americano è stata la 1ª edizione del campionato di football americano, organizzato dalla AGFA.

## Squadre partecipanti
| Club                  | Città                  | Stadio | Sponsor ufficiale | Risultato nella stagione 2012 |
| --------------------- | ---------------------- | ------ | ----------------- | ----------------------------- |
| CFA Trasnos           | Fene                   |        |                   |                               |
| Oviedo Madbulls       | Oviedo                 |        |                   |                               |
| San Francisco Teo     | Teo                    |        |                   |                               |
| Santiago Black Ravens | Santiago di Compostela |        |                   |                               |

## Stagione regolare

### Calendario

#### 1ª giornata
| 7 aprile 2013, ore 17:00 | Oviedo Madbulls | 19 – 28 | Santiago Black Ravens |  |

#### 2ª giornata
| 20 aprile 2013, ore 17:00 | San Francisco Teo | 0 – 33 | CFA Trasnos |  |

#### 3ª giornata
| 27 aprile 2013, ore 17:00 | Santiago Black Ravens | 72 – 19 | CFA Trasnos |  |

#### 4ª giornata
| 19 maggio 2013, ore 17:00 | Oviedo Madbulls | 27 – 38 | San Francisco Teo |  |

#### 5ª giornata
| 1º giugno 2013, ore 17:00 | CFA Trasnos | 38 – 38 | Oviedo Madbulls |  |

| 2 giugno 2013, ore 17:00 | Santiago Black Ravens | 96 – 12 | San Francisco Teo |  |

### Classifica
La classifica della regular season è la seguente:
- PCT = percentuale di vittorie, G = partite giocate, V = partite vinte,  P = partite perse, PF = punti fatti, PS = punti subiti

| Pos. | Squadra               | PCT   | G | V | N | P | PF  | PS  |
| ---- | --------------------- | ----- | - | - | - | - | --- | --- |
| 1    | Santiago Black Ravens | 1.000 | 3 | 3 | 0 | 0 | 196 | 50  |
| 2    | CFA Trasnos           | .500  | 3 | 1 | 1 | 1 | 90  | 110 |
| 3    | San Francisco Teo     | .333  | 3 | 1 | 0 | 2 | 50  | 156 |
| 4    | Oviedo Madbulls       | .167  | 3 | 0 | 1 | 2 | 84  | 104 |

## Verdetti
- Santiago Black Ravens Campioni della LGFA